# Thomas Leer
Thomas Leer (Port Glasgow, 1953) è un musicista scozzese.
Il suo singolo Private Plane, registrato nell'appartamento di casa, è considerato un esempio seminale di techno-indie DIY ("Do It Yourself").
Dopo l'album cult The Bridge, in collaborazione con Robert Rental e fortemente influenzato dalla musica industrial, la carriera di Leer subisce una massiccia commercializzazione verso il synthpop; rappresentativo di questo periodo è l'album realizzato con Claudia Brücken, a nome "Act". Conobbe una discreta popolarità in Italia nel 1985, grazie al singolo Heartbeat, che ottenne numerosi passaggi televisivi.
Dal 2004 in poi, Leer tornerà alle atmosfere elettroniche e sperimentali degli esordi.

## Discografia

### Album in studio
- 1979 - The Bridge con Robert Rental
- 1982 - Contradictions
- 1985 - The Scale of Ten
- 2004 - Conversation Peace
- 2005 - Parts of a Greater Hole
- 2007 - From Sci-Fi to Barfly

### Con gli Act
- 1988 - Laughter, Tears and Rage
- 2004 - Laughter, Tears and Rage - The Anthology  (Versione rimasterizzata, 3 CD con remix e alternative takes)